# Notte di carnevale (film 1935 Deppe)
Notte di carnevale (Nacht der Verwandlung) è un film del 1935 diretto da Hans Deppe.